# Alice Emma Ives
Pour les articles homonymes, voir Ives.
Alice Emma Ives  (1876-1930) est une dramaturge et journaliste américaine. Native de Detroit, elle écrit très tôt pour les journaux. Elle est a été décrite comme « l'une des femmes dramaturges les plus prolifiques de l'époque victorienne ».

## Petite enfance et éducation
Alice Emma Ives naît à Detroit, Michigan, où elle vit jusqu'en septembre 1890, date à laquelle elle emménage avec sa mère à New York, le père d'Ives étant mort lorsqu'elle avait deux ans. Son penchant pour la littérature se révèle très tôt. Avant de savoir écrire en cursive, elle imprime les vers qu'elle compose. Vers l'âge de dix-sept ans, elle écrit sa première histoire, qui est rapidement acceptée par Frank Leslie. Elle est si sévère dans l'évaluation de son travail que, au lieu d'être ravie de son succès, elle est consternée par ce qui lui semble être une présomption injustifiable, et n'enverra rien d'autre à des éditeurs pendant dix ans.

## Carrière
Très tôt, elle ressent la nécessité de gagner sa propre vie, et après un temps celle de deux autres. Avec sa nature imaginative et sa forte rébellion contre la tâche peu commune, elle enseigné à l'école jusqu'à ce que sa santé s'effondre sous la pression. Puis elle commence à envoyer des poèmes et des histoires à la presse. Ils sont largement copiés, mais mal payés. Son premier travail journalistique régulier est la critique d'art, et ses articles attirent tellement d'attention qu'ils font sa réputation. Elle devient ensuite collaboratrice régulière de l’Art Amateur. La compilation de livres, l'écriture de pièces de théâtre, d'articles de magazines, de critiques dramatiques et, en bref, tout autour du travail de journal, ont été son travail par la suite.
Son article de magazine qui a attiré le plus d'attention fut The Domestic Purse-Strings, dans le Forum de septembre 1890. Il a été copié et commenté dans des éditoriaux de chroniques, de Londres et  New York à San Francisco.
En tant que dramaturge, Ives est surtout connue pour The Village Postmaster et The Brooklyn Handicap. Cette dernière a été réalisée en 1894. Son thème est une course de chevaux sensationnelle à Brooklyn. À son sujet, Ives a déclaré : « Pour écrire la pièce, j'ai vécu sur la piste de courses pendant quelques mois, et j'ai lu tous les journaux sportifs que je pouvais. » The Village Postmaster (1896) décrit un endroit rural dans le New Hampshire, avec des personnalités rustiques. Une atmosphère campagnarde imprègne la pièce.
La première pièce d'Ives, Don Roderic, a été saluée par Lawrence Barrett (en) ; Récompense, un drame de société, a été présenté à Detroit. Lorine, une histoire russe, a été jouée par Frederick Paulding en 1894 ; sa production au théâtre de Palmer (en) de New York a été un succès.
Old Miss Pod a été écrite pour Neil Burgess (en), et The Checkered Hat est un vaudeville en un acte.
Ives était membre de Twelfth Night et d'autres clubs new-yorkais.

## Sélection d'œuvres
- Calanthy's mistake. A comedy in one act
- The social mirror; a complete treatise on the laws, rules and usages that govern our most refined homes and social circles, 1886
- Our society : a complete treatise of the usages that govern the most refined homes and social circles. Our moral, social physical and business culture, 1891
- The village postmaster : a picturesque New England play, 1900
- "The blue letter" : a play in four acts by Alice Emma Ives
- "The blue letter" : a play in four acts, 1901
- The Sweet Elysium Club : a comedy in one act, 1902
- Aunt Penny, a Bay State spinster : a comedy, 1902
- Starr's girl : a play in four acts, 1902
- A hurry call marriage : a comedy in one act, 1903
- The Arrival of Miss Hammond, 1907